# Kakisa
Kakisa (Língua Slavey K'agee: entre os salgueiros) é uma Área de Autoridade Designada na Região de Dehcho nos Territórios do Noroeste, Canadá. A comunidade está localizada em um lago de mesmo nome e está a sudeste de Fort Providence. Originalmente localizada no Lago Tathlina, a comunidade se mudou em 1962 para o presente local no sentido de estar mais próxima da Rodovia Mackenzie (Mackenzie Highway), ou seja, próximo a 13 km.